# Kysthospitalet på Refsnæs
Kysthospitalet på Refsnæs er en bygning ved Nyrup Strand på Røsnæs ved Kalundborg, Holbæk Amt. Det var oprindeligt et kysthospital for kirtelsvage børn der blev åbnet i oktober 1875. På området lå også Refnæsskolen for synshandicappede børn, der i dag hedder Synscenter Refsnæs.
Kysthospitalet blev nedlagt den 31. december 1983, og efter i en periode at have fungeret som flygtningecenter, blev det 2003 omdannet til afdelingen "Kystparken" i et alment boligselskab.

## Historie
Det blev opført 1874-75 efter tegninger af arkitekt, etatsråd J.D. Herholdt og på professor, dr.med. Sophus Engelsteds initiativ åbnet i oktober 1875. Foretagendet blev gennemført dels ved frivillige bidrag, dels ved tilskud fra staten, Københavns Kommune og andre institutioner. Hospitalet bestod oprindelig af en hovedbygning og 3 andre isoleret beliggende bygninger, men blev senere udvidet. En ny bygning toges i brug 1895. Hospitalet kunne omkring 1900 optage ca. 130 børn. Ved hospitalet blev der anlagt en 8 tønder land stor plantage og en 4 tdr. stor legeplads bekostede af gehejmeråd Liebe. Ca. 1885 blev rummene udsmykket med dørstykker og vægmalerier af maleren Carl Møller.
I 1898 blev der indrettet en skole for 20 blinde børn i en gammel villa. I 1903 blev der opført en egentlig skolebygning til formålet. Nogle af børnene var også udviklingshæmmede, og blev placeret i en særlig institution til formålet. I 1909 blev skolen udvidet med en inspektør- (senere forstander-) bolig, kedelhus med skorsten og en vestfløj til den bestående hovedbygning. I 1923 modtog skolen også svagsynede børn.
I 1928 bestod Refsnæsskolen af en hovedskole (afdeling Øst) med ca. 50 elever, en hjælpeskole (afdeling Vest) med ca. 30 elever, et børnehjem med ca. 20 børn, samt Værnehjemmet med ca. 20 beboere.
I 1960'erne og 70'erne var der behandlingstilbud til børn med Calvé-Legg-Perthes.  Der var ca. 50 sengepladser, og patienter fra Grønland, Færøerne og Danmark. Behandlingen bestod af 2 års indlæggelse, hvoraf 1 år i stræk, ½ år i kørestol og et 1½ med genoptræning på krykker, hvor det sidste år var hjemme. Nogle fik hoften opereret.
I slutningen af 1960'erne blev anlægget moderniseret med skolebygninger, nye boafdelinger og en ny børnehave. Fra 1974 til 1978 blev udvidelsen færdiggjort med en kantine, ambulatorium, centralkøkken, faglokaler og en festsal.

## Fredning
Oprindelig ejede Kysthospitalet store arealer nord og øst for Kystvejen, der i 1988 blev fredet. Det er et skov- og parkområde på ca. 20 ha nær Røsnæs sydkyst 2-3 km vest for Kalundborg.